# Robert Volkmann
Robert Friedrich Volkmann (ur. 6 kwietnia 1815 w Lommatzsch (Saksonia), zm. 29 października 1883 w Budapeszcie) – niemiecki kompozytor i pedagog. 

## Życiorys
Studiował w Lipsku, gdzie poznał Roberta Schumanna, który wywarł duży wpływ na jego twórczość. W 1841 osiadł w Budapeszcie, 1854–58 był pedagogiem w Wiedniu, następnie znów w Budapeszcie (od 1875 jako profesor Akademii Muzycznej).
Kompozytor utworów na orkiestrę, kameralnych (m.in. 6 kwartetów smyczkowych), utworów chóralnych i pieśni oraz miniatur fortepianowych.

## Dorobek twórczy

### Utwory orkiestrowe
- I Symfonia d-moll, op. 44 (1862/63)
- II Symfonia B-dur, op. 53 (1864/65)
- I Serenada C-dur na smyczki, op. 62 (1869)
- II Serenada F-dur na smyczki, op. 63 (1869)
- III Serenada d-moll na wiolonczelę i smyczki, op. 69 (1870)
- Uwertura "Ryszard III", op. 68
- Uwertura C-dur, op. posth.
- Koncert wiolonczelowy a-moll, op. 33 (1853-55)
- Konzertstück C-dur na fortepian i orkiestrę, op. 42 (1861)

### Utwory kameralne
- Trio fortepianowe F-dur, op. 3 (1842/43)
- Trio fortepianowe h-moll, op. 5 (1850)
- I Kwartet smyczkowy a-moll, op. 9 (1847/48)
- II Kwartet smyczkowy g-moll, op. 14 (1846)
- III Kwartet smyczkowy G-dur, op. 34 (1856/57)
- IV Kwartet smyczkowy e-moll, op. 35 (1857)
- V Kwartet smyczkowy f-moll, op. 37 (1858)
- VI Kwartet smyczkowy Es-dur, op. 43 (1861)

### Utwory fortepianowe
- Sonata fortepianowa c-moll, op. 12
- Wariacje na temat Händla, op. 26
- Lieder der Großmutter, op. 27
- Szkice węgierskie, op. 24, na 4 ręce (1861)
- Trzy Marsze, op. 40, na 4 ręce (1859)
- Sonatina G-dur, op, na 4 ręce (1868)
- Miniatury fortepianowe na 2 lub 4 ręce